# 愛媛県民の歌
「愛媛県民の歌」（えひめけんみんのうた）はかつて日本の都道府県の一つ、愛媛県の県民歌として歌われていた行進曲である。作詞・洲之内徹、作曲・近衛秀麿。

## 概要
愛媛県の初代県民歌は1938年（昭和13年）制定の「愛媛県民歌」であったが、終戦を境に演奏されなくなった。そのため、1952年（昭和27年）に松山市出身の小説家・洲之内徹らを審査委員として2代目県民歌の歌詞を公募し、277編の応募作を審査したが該当作無しとなった。このため県の依頼により洲之内が作詞を行い、近衛秀麿の作曲を経て制定された。歌詞は3番まであり、全て「ふるさとの山河」で締めくくられる。
1973年（昭和48年）2月20日に県成立100周年を記念して現行の3代目県民歌「愛媛の歌」が制定されたことに伴い、本曲は廃止された。